# Hurto

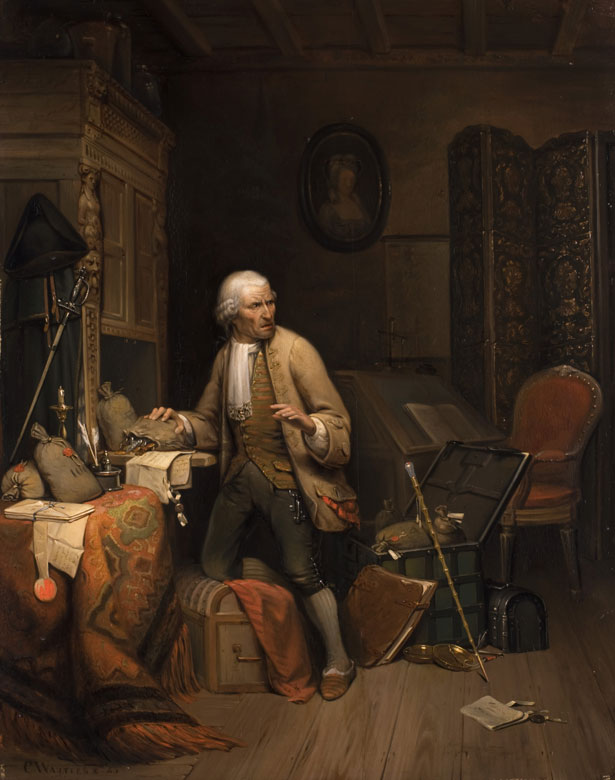
El sirviente ladrón atrapado, óleo en tela, 50 x 39,5, 1845, obra del pintor belga Constant Wauters (1826–1853).

El hurto es el apoderamiento ilegítimo de un objeto o elemento ajeno que, a diferencia del robo, es realizado sin fuerza tipificada para acceder o huir del lugar donde se encuentran el elemento, o personas. Puede suponer un delito o falta.
La definición del hurto, a diferencia del robo y de la extorsión, requiere siempre apoderamiento, sin usar de formas o modos especiales, como la fuerza para acceder o huir del lugar donde se encuentran las cosas o la violencia física sobre las personas, características del robo, o como la intimidación para obligar a la entrega, por ejemplo, propia de la extorsión. Se configura el hurto como el tipo básico de apoderamiento.
Con la ejecución del hurto se viola la posesión de las cosas muebles, considerada como mero estado de hecho, cualquiera fuere su origen, represente o no el ejercicio de un derecho subjetivo sobre la cosa misma. No reclama la legitimidad de la detención por parte de aquel a quién inmediatamente se sustrae la cosa; basta que el apoderamiento sea ilegítimo. Cualquier posesión actual y no solo la civilmente amparada, se protege por la ley penal.
Es requisito del hurto, como de los demás delitos contra el patrimonio, la existencia de una intención especial del autor, lo que técnicamente se conoce como elemento subjetivo del injusto, que es el ánimo de lucro, la intención de obtener cualquier enriquecimiento o utilidad con la apropiación; de este modo es posible diferenciar conductas totalmente lícitas (por ejemplo, tomar una cosa para examinarla), de las que tienen una clara ilicitud.
La cantidad monetaria o la mercancía hurtada determinará el grado de hurto. Las penas varían según los países y los estados.

## Regulación por país

### Argentina
Se encuentra regulado en el Código Penal en los artículos 162, 163 y 163 bis. 
Incurrirá en delito de hurto aquel "el que se apoderare ilegítimamente de una cosa mueble, total o parcialmente ajena." Este tipo se diferencia del robo en que el último implica además que el acto se realice "con fuerza en las cosas o con violencia física en las personas, sea que la violencia tenga lugar antes del robo para facilitarlo, en el acto de cometerlo o después de cometido para procurar su impunidad."
Los artículos 163 y 163 bis disponen circunstancias agravantes.

### España
Tipos específicos de la legislación española:
- Reiteración de faltas: Cuando se cometieran en el plazo de un año 3 faltas de hurto (la falta de hurto se encuentra en el artículo 623 del C.P.) y el valor total de lo sustraído excediese los 400 €, se aplicará la pena correspondiente al delito de hurto (entre 6 y 18 meses de cárcel),[1] en aplicación del artículo 234 del Código Penal vigente.
- Hurto agravado: En caso de recaer el hurto sobre cosas de valor artístico, histórico, científico o cultural dicho valor se estimará en función del criterio sociológico vigente.

También cuando recaiga sobre cosas de primera necesidad o destinadas a servicio público, generando una grave situación de desabastecimiento o causando quebranto de dicho servicio.
Igualmente será un hurto agravado si el hurto reviste de especial gravedad, bien por el valor de lo sustraído o porque genere perjuicios de especial consideración.
También lo será cuando se ponga a la víctima o su familia en graves circunstancias económicas, o se haga abusando de las circunstancias personales de la misma. Y cuando se utilice a menores de catorce años para la comisión del delito (Todo lo anterior según lo establecido en el artículo 235 del Código Penal).
Este tipo de hurto es penado con entre 1 y 3 años de cárcel.

### Estados Unidos
En los Estados Unidos, los delitos deben perseguirse en la jurisdicción en la que se cometieron. Aunque la jurisdicción federal y estatal pueden superponerse, incluso cuando un acto delictivo viola tanto la ley estatal como la federal, en la mayoría de los casos solo los delitos más graves se persiguen a nivel federal.
El gobierno federal ha tipificado como delito ciertas categorías limitadas de robo que afectan directamente a las agencias federales o al comercio interestatal.  El Código Penal Modelo, promulgado por el Instituto de Derecho Americano para ayudar a las legislaturas estatales a actualizar y estandarizar sus leyes, incluye categorías de robo por toma ilegal o disposición ilegal de propiedad, robo por engaño (fraude), robo por extorsión, robo por no tomar medidas para devolver la propiedad perdida o extraviada o entregada por error, robo por recepción de propiedad robada, robo por no hacer la disposición acordada de los fondos recibidos y robo de servicios.

### Venezuela
Científicamente, hurto calificado o agravado es el que viola, además de la propiedad, otro bien jurídico.  La calificación o agravación se asienta en el criterio jurídico de la complejidad delictiva, es por ello que parece recomendable la distinción entre hurtos agravados y hurtos calificados en forma cuantitativa.
- Hurtos agravados: están previstos en el Código Penal Venezolano[12] según el cual la pena de prisión por el delito de hurto será de dos a seis años si el delito se ha cometido:

1. En las oficinas, archivos o establecimientos públicos, apoderándose de las cosas conservadas en ellos, o de otros objetos destinados a algún uso de utilidad pública.
2. En los cementerios, tumbas o sepulcros apoderándose ya de las cosas que constituyen su ornamento o protección, bien de las que se hallan sobre los cadáveres o se hubieren sepultado con éstos al mismo tiempo.
3. Apoderándose de las cosas que sirven o están destinadas al culto, en los lugares consagrados a su ejercicio, o en los anexos y destinados a conservar las dichas cosas.
4. Sobre una persona, por arte de astucia o destreza, en un lugar público o abierto al público.
5. Apoderándose de los objetos o del dinero de los viajeros, tanto en los vehículos de tierra, aeronaves o por agua, cualquiera que sea su clase, como en las estaciones o en las oficinas de las empresas públicas de transporte.
6. Apoderándose de los animales que están en establo o de los que por necesidad se dejan en campo abierto.
7. Apoderándose de las maderas depositadas en las ventas de leña amontonadas en algún lugar, o de materiales destinados a alguna fábrica, o de productos desprendidos del suelo y dejados por necesidad en campo raso u otros lugares abiertos.
8. Apoderándose de los objetos que en virtud de la costumbre o de su propio destino, se mantienen expuestos a la confianza pública.

- Hurtos calificados: están previstos en el Código Penal Venezolano[13] de acuerdo con el cual la pena de prisión para el delito de hurto será de cuatro a ocho años en los casos:

1. Si el hecho se ha cometido abusando de la confianza que nace de un cambio de buenos oficios, de un arrendamiento de obra o de una habitación bien sea temporal, entre el ladrón y su víctima.
2. Si para cometer el hecho el culpable se ha aprovechado de las facilidades que le ofrecía algún desastre, calamidad, perturbación pública o las desgracias particulares del hurtado. (hurto calamitoso).
3. Si no viviendo bajo el mismo techo que el hurtado, el culpable ha cometido el delito de noche o en alguna casa u otro lugar destinado a la habitación.
4. Si el culpable, bien para cometer el hecho, bien para trasladar la cosa sustraída, ha destruido, roto, demolido o trastornado los cercados hechos con materiales sólidos para la protección de las personas o de las propiedades, aunque el quebrantamiento no hubiere efectuado en el lugar del delito.
5. Si para cometer el hecho o trasladar la cosa sustraída, el culpable ha abierto las cerraduras, sirviéndose para ello de llaves falsas u otros instrumentos.
6. Si para cometer el hecho o para trasladar la cosa sustraída el culpable se ha servido de una vía distinta de la destinada ordinariamente al pasaje de la gente.
7. Si el hecho se ha cometido violando los sellos puestos por algún funcionario público en virtud de la ley o por orden de la autoridad.
8. Si el delito de hurto se ha cometido por persona ilícitamente uniformada, usando hábito religioso o de otra manera disfrazada.
9. Si el hecho se ha cometido por tres o más personas reunidas.
10. Si el hecho se ha cometido valiéndose de la condición simulada de funcionarios públicos o utilizando documentos de identidad falsificada.
11. Si la cosa sustraída es de las destinadas notoriamente a la defensa pública o a la pública reparación o alivio de algún infortunio.
12. Si el hecho ha tenido por objeto bestias de rebaño o de ganado mayor que no constituyan dependencias inmediatas de casa habitadas.

## Puntos de vista religiosos

### Budismo
En el budismo, uno de los cinco preceptos[cita requerida] prohíbe el robo, e implica la intención de robar lo que uno percibe como ajeno ("lo que no se le ha dado") y actuar con éxito en consecuencia. La gravedad del acto de robo se juzga por el valor del propietario y el valor de lo robado. Los tratos clandestinos, el fraude, el engaño y la falsificación también se incluyen en este precepto.  Las profesiones que se considera que violan el precepto contra el robo son las que trabajan en la industria del juego o comercializan productos que en realidad no son necesarios para el cliente.

### Hinduismo
Las Leyes de Manu y los Dharma śāstra tratan sobre el robo, la codicia de la riqueza y el castigo por estos motivos. 

### Islam
En las partes del mundo que se rigen por la sharia, el castigo por robo es la amputación de la mano derecha si el ladrón no se arrepiente. Esta norma se deriva de la sura 5, versículo 38 del Corán, que dice: Al ladrón, hombre o mujer, córtale las manos: es un castigo ejemplar de Alá por su crimen: y Alá es exaltado en poder. Esto se considera un elemento disuasorio.

### Judaísmo y cristianismo
Dos de los Diez Mandamientos prohíben los actos de robo. El Nuevo Testamento describe a Jesús de Nazaret afirmando esto en sus enseñanzas.